# Brighstoneus
Brighstoneus (da Brighstone, un villaggio sull'isola di Wight) è un genere di dinosauro adrosauriforme della formazione Wessex del primo Cretaceo dell'Inghilterra. Il genere contiene una sola specie, Brighstoneus simmondsi, nota per uno scheletro parziale.

## Paleoambiente
Brighstoneus è il terzo taxon iguanodontiano conosciuto dal gruppo Wealden, distinto sia da Iguanodon che da Mantellisaurus. L'olotipo, MIWG 6344, è stato trovato in associazione con uno scheletro di Neovenator, suggerendo che i due taxa siano stati contemporanei.